# Sjedowe
Sjedowe (ukrainisch Сєдове; russisch Седово/Sedowo) ist eine Siedlung städtischen Typs im Osten der Ukraine in der Oblast Donezk mit 2.700 Einwohnern.

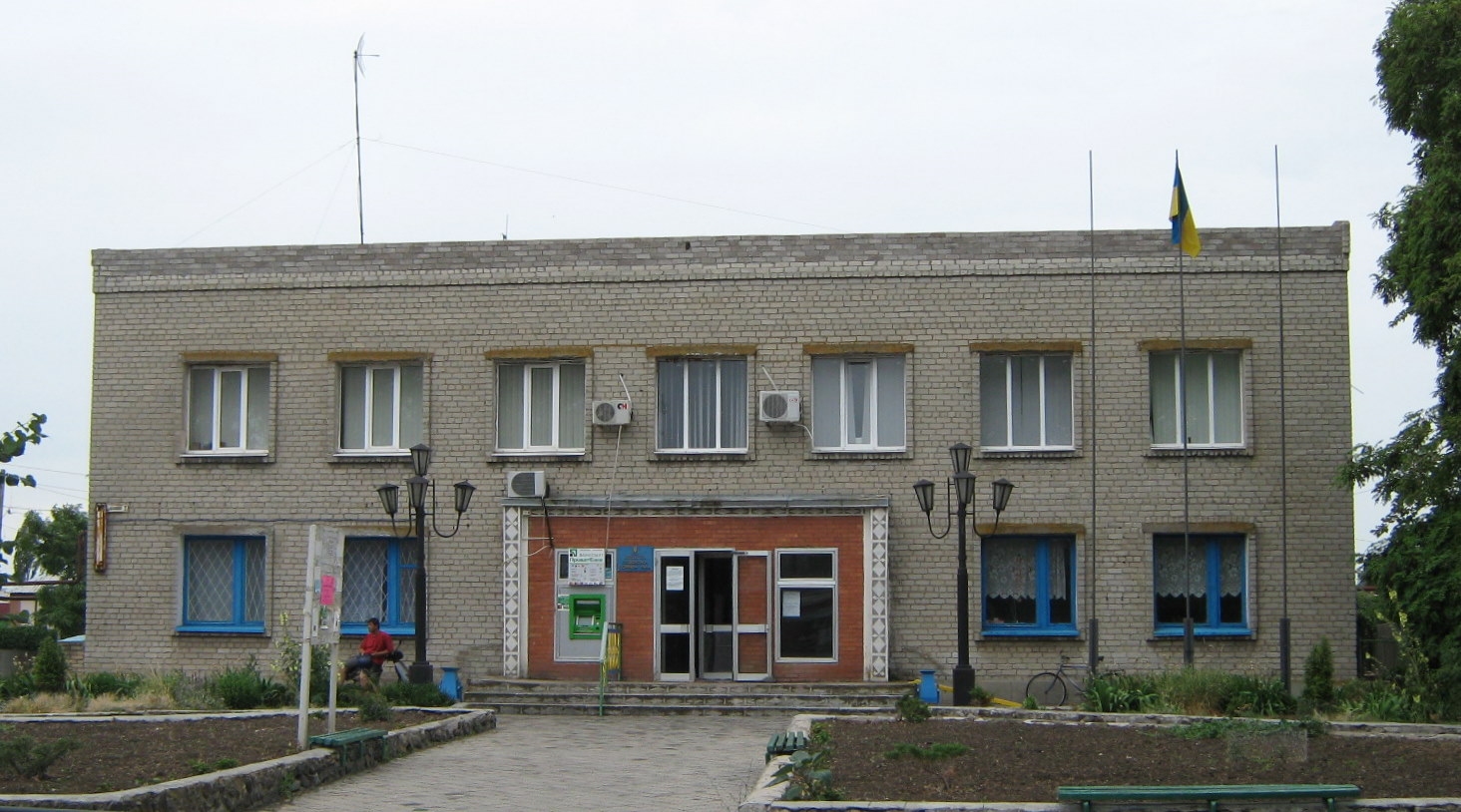
Gemeindeamt im Ort

Die Siedlung befindet sich an der Nehrung Kosa Krywaya, die hier in das Asowsche Meer ragt, 101 Kilometer südlich vom Oblastzentrum Donezk und 7 Kilometer südöstlich vom Rajonszentrum Nowoasowsk entfernt. Die Grenze zu Russland befindet sich in etwa 10 Kilometer Entfernung in nordöstlicher Richtung, zur Siedlungsratsgemeinde zählt auch die Ansiedlung Obryw (Обрив).
Der Ort ist ein beliebter Kurort und wurde 1750 gegründet, bis 1940 trug die Siedlung den Namen Krywaya Kosa (Кривая коса, den Namen des Kaps, auf dem er sich befindet), danach wurde sie zu Ehren des im Ort geborenen Polarforschers Georgi Jakowlewitsch Sedow in Sjedowo/Sedowo umbenannt.
Im Sommer 2014 wurde der Ort durch Separatisten besetzt, die den Ort der Volksrepublik Donezk anschließen wollen.